# Etzean
Etzean ist ein Stadtteil von Oberzent im südhessischen Odenwaldkreis.

## Geschichte

### Ortsgeschichte
Das Bestehen des Ortes ist unter dem Namen Etzelshan seit 1366 urkundlich belegt. Durch Ausgrabungen in den Jahren 1959 und 1967 bis 1970 zeigte sich, dass Etzean schon im 10. Jahrhundert besiedelt war. Durch die bei den archäologischen Ausgrabungen aufgefundene Eisenschlacke kann man vermuten, dass die Bewohner des Dorfes Waldschmiede waren. Eine bei den Ausgrabungen gefundene Feuersteinklinge lässt den Schluss zu, dass die Gegend von Etzean schon in der Jungsteinzeit von Menschen begangen wurde.
Hessische Gebietsreform (1970–1977, 2018)
Zum 1. Juli 1971 wurde die bis dahin eigenständige Gemeinde Etzean im Zuge der Gebietsreform in Hessen auf freiwilliger Basis in die Stadt Beerfelden eingegliedert, die wiederum am 1. Januar 2018 mit weiteren Gemeinden die Stadt Oberzent bildete. Dabei wurde Etzean eigener Stadtteil der neuen Stadt Oberzent.
Für Etzean wurde ein Ortsbezirk mit Ortsbeirat und Ortsvorsteher nach der Hessischen Gemeindeordnung gebildet.

### Verwaltungsgeschichte im Überblick
Die folgende Liste zeigt die Staaten und Verwaltungseinheiten, denen Etzean angehört(e):
- vor 1806: Heiliges Römisches Reich, Grafschaft Erbach-Fürstenau, Amt Freienstein
- ab 1806: Großherzogtum Hessen (Souveränitätslande),[Anm. 2] Fürstentum Starkenburg, Amt Freienstein (zur Standesherrschaft Erbach gehörig)
- ab 1815: Großherzogtum Hessen[Anm. 3] (Souveränitätslande), Provinz Starkenburg, Amt Freienstein (zur Standesherrschaft Erbach gehörig)
- ab 1822: Großherzogtum Hessen, Provinz Starkenburg, Landratsbezirk Erbach[Anm. 4]
- ab 1848: Großherzogtum Hessen, Regierungsbezirk Erbach
- ab 1852: Großherzogtum Hessen, Provinz Starkenburg, Kreis Erbach
- ab 1871: Deutsches Reich,[Anm. 5] Großherzogtum Hessen, Provinz Starkenburg, Kreis Erbach
- ab 1918: Deutsches Reich, Volksstaat Hessen,[Anm. 6] Provinz Starkenburg, Kreis Erbach
- ab 1938: Deutsches Reich, Volksstaat Hessen, Landkreis Erbach[7][Anm. 7]
- ab 1945: Amerikanische Besatzungszone,[Anm. 8] Groß-Hessen, Regierungsbezirk Darmstadt, Landkreis Erbach
- ab 1946: Amerikanische Besatzungszone, Hessen, Regierungsbezirk Darmstadt, Landkreis Erbach
- ab 1949: Bundesrepublik Deutschland, Hessen, Regierungsbezirk Darmstadt, Landkreis Erbach
- ab 1971: Bundesrepublik Deutschland, Hessen, Regierungsbezirk Darmstadt, Landkreis Erbach, Stadt Beerfelden[Anm. 9]
- ab 1972: Bundesrepublik Deutschland, Land Hessen, Regierungsbezirk Darmstadt, Odenwaldkreis, Stadt Beerfelden
- ab 1978: Bundesrepublik Deutschland, Land Hessen, Regierungsbezirk Darmstadt, Odenwaldkreis, Stadt Oberzent[Anm. 10]

## Bevölkerung

### Einwohnerentwicklung
- 1545: 11 wehrfähige Männer[1]
- 1961: 92 evangelische (= 85,19 %), 12 katholische (= 11,11 %) Einwohner[1]

| Airlenbach: Einwohnerzahlen von 1829 bis 2020 | Airlenbach: Einwohnerzahlen von 1829 bis 2020 | Airlenbach: Einwohnerzahlen von 1829 bis 2020 | Airlenbach: Einwohnerzahlen von 1829 bis 2020 | Airlenbach: Einwohnerzahlen von 1829 bis 2020 |
| --- | --------------------------------------------- | --------------------------------------------- | --------------------------------------------- | --------------------------------------------- |
| Jahr |                                               |                                               |                                               | Einwohner                                     |
| 1829 | 1829                                          |                                               | 116                                           | 116                                           |
| 1834 | 1834                                          |                                               | 124                                           | 124                                           |
| 1840 | 1840                                          |                                               | 117                                           | 117                                           |
| 1846 | 1846                                          |                                               | 119                                           | 119                                           |
| 1852 | 1852                                          |                                               | 105                                           | 105                                           |
| 1858 | 1858                                          |                                               | 85                                            | 85                                            |
| 1864 | 1864                                          |                                               | 96                                            | 96                                            |
| 1871 | 1871                                          |                                               | 85                                            | 85                                            |
| 1875 | 1875                                          |                                               | 79                                            | 79                                            |
| 1885 | 1885                                          |                                               | 87                                            | 87                                            |
| 1895 | 1895                                          |                                               | 89                                            | 89                                            |
| 1905 | 1905                                          |                                               | 95                                            | 95                                            |
| 1910 | 1910                                          |                                               | 101                                           | 101                                           |
| 1925 | 1925                                          |                                               | 100                                           | 100                                           |
| 1939 | 1939                                          |                                               | 86                                            | 86                                            |
| 1946 | 1946                                          |                                               | 131                                           | 131                                           |
| 1950 | 1950                                          |                                               | 147                                           | 147                                           |
| 1956 | 1956                                          |                                               | 124                                           | 124                                           |
| 1961 | 1961                                          |                                               | 108                                           | 108                                           |
| 1967 | 1967                                          |                                               | 112                                           | 112                                           |
| 1970 | 1970                                          |                                               | 103                                           | 103                                           |
| 1980 | 1980                                          |                                               | ?                                             | ?                                             |
| 1990 | 1990                                          |                                               | ?                                             | ?                                             |
| 2000 | 2000                                          |                                               | ?                                             | ?                                             |
| 2011 | 2011                                          |                                               | 153                                           | 153                                           |
| 2018 | 2018                                          |                                               | 142                                           | 142                                           |
| 2020 | 2020                                          |                                               | 144                                           | 144                                           |
| Datenquelle: Historisches Gemeindeverzeichnis für Hessen: Die Bevölkerung der Gemeinden 1834 bis 1967. Wiesbaden: Hessisches Statistisches Landesamt, 1968. Weitere Quellen: LAGIS; Zensus 2011 |                                               |                                               |                                               |                                               |

### Einwohnerstruktur 2011
Nach den Erhebungen des Zensus 2011 lebten am Stichtag, dem 9. Mai 2011, in Etzean 153 Einwohner. Darunter waren 9 (5,9 %) Ausländer.
Bei eine Einteilung nach dem Lebensalter waren 12 Einwohner unter 18 Jahren, 48 zwischen 18 und 49, 57 zwischen 50 und 64 und 36 Einwohner waren älter. Die Einwohner lebten in 39 Haushalten. Davon waren 6 Singlehaushalte, 15 Paare ohne Kinder und 12 Paare mit Kindern, sowie 3 Alleinerziehende und keine Wohngemeinschaften. In 6 Haushalten lebten ausschließlich Senioren und in 27 Haushaltungen lebten keine Senioren.

## Kultur und Sehenswürdigkeiten
Der ehemalige Erbach-Fürstenauische Hof und das Forsthaus sowie der Dorfbrunnen mit Pumphäuschen und ein Steinkreuz sind als Kulturdenkmäler anerkannt: 

## Gestüt Etzean

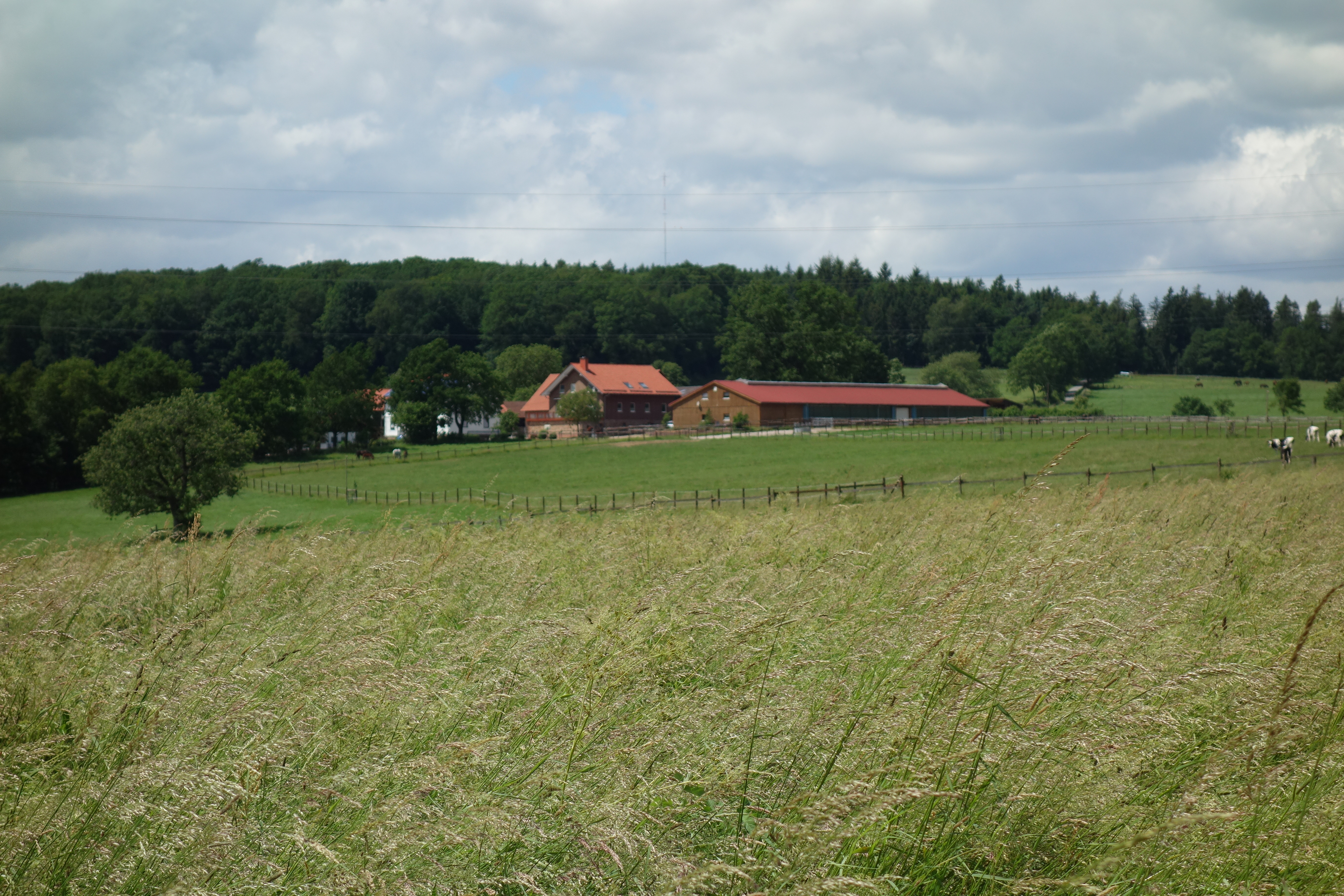
Gestüt Etzean

Seit 1969 gibt es im Ort das Gestüt Etzean, in dem Vollblutpferde für den Galopprennsport gezüchtet werden. 2011 hatte das Gestüt 120 Hektar Fläche, 70 Mutterstuten und 120 Boxen. 2019 standen drei Deckhengste im Gestüt.